# Javno stanovanje
Javno stanovanje je oblik stambenog zakupa u kojem je imovina obično u vlasništvu državnih organa, bilo centralnih ili lokalnih. Iako je zajednički cilj javnog stanovanja obezbeđivanje pristupačnog stanovanja, detalji, terminologija, definicije siromaštva i drugi kriterijumi za raspodelu variraju u različitim kontekstima. U okviru OECD-a, socijalno stanovanje predstavlja u proseku 7% nacionalnog stambenog fonda (2020), u rasponu od ~34% u Holandiji do manje od 1% u Kolumbiji.
U Sjedinjenim Državama, javni stambeni objekti su klasifikovani ili kao stambeni projekti koji su u vlasništvu gradskih stambenih vlasti ili federalno subvencionisani javni stambeni objekti kojima upravlja HUD.
Socijalno stanovanje je svaki stan za iznajmljivanje koji može biti u vlasništvu i upravljanju od strane države, neprofitnih organizacija ili kombinacijom ova dva, obično sa ciljem obezbeđivanja pristupačnog stanovanja. Socijalno stanovanje generalno racioniše vlada kroz neki oblik imovinskog cenzusa ili kroz administrativne mere stambenih potreba. Socijalno stanovanje se može posmatrati kao potencijalni lek za stambenu nejednakost.
Ciljevi pristupačnog stanovanja mogu se postići i kroz subvencije. Subvencionisano stanovanje poseduju i njime upravljaju privatni vlasnici koji primaju subvencije u zamenu za obezbeđivanje pristupačnog stanovanja. Vlasnici mogu biti pojedinačni vlasnici ili profitne ili neprofitne korporacije.

## Spoljašnje veze
- Mediji vezani za članak Javno stanovanje na Vikimedijinoj ostavi